# Hemeroteca Digital de la Biblioteca Nacional d'Espanya
L'Hemeroteca Digital de la Biblioteca Nacional d'Espanya és una hemeroteca digital d'accés lliure, mantinguda per la Biblioteca Nacional d'Espanya i vinculada a la Biblioteca Digital Hispànica.
Fundada al març de 2007, cap a 2011 havia digitalitzat més de 840 títols de premsa —dels prop de 8000 amb els quals comptaria la Biblioteca—, número que hauria ascendit a 1681 a la fi de 2015. La col·lecció, en format pdf, fa ús de tecnologia OCR (reconeixement òptic de caràcters) que permet la cerca de cadenes de text en els periòdics i revistes.